# 관타나모만

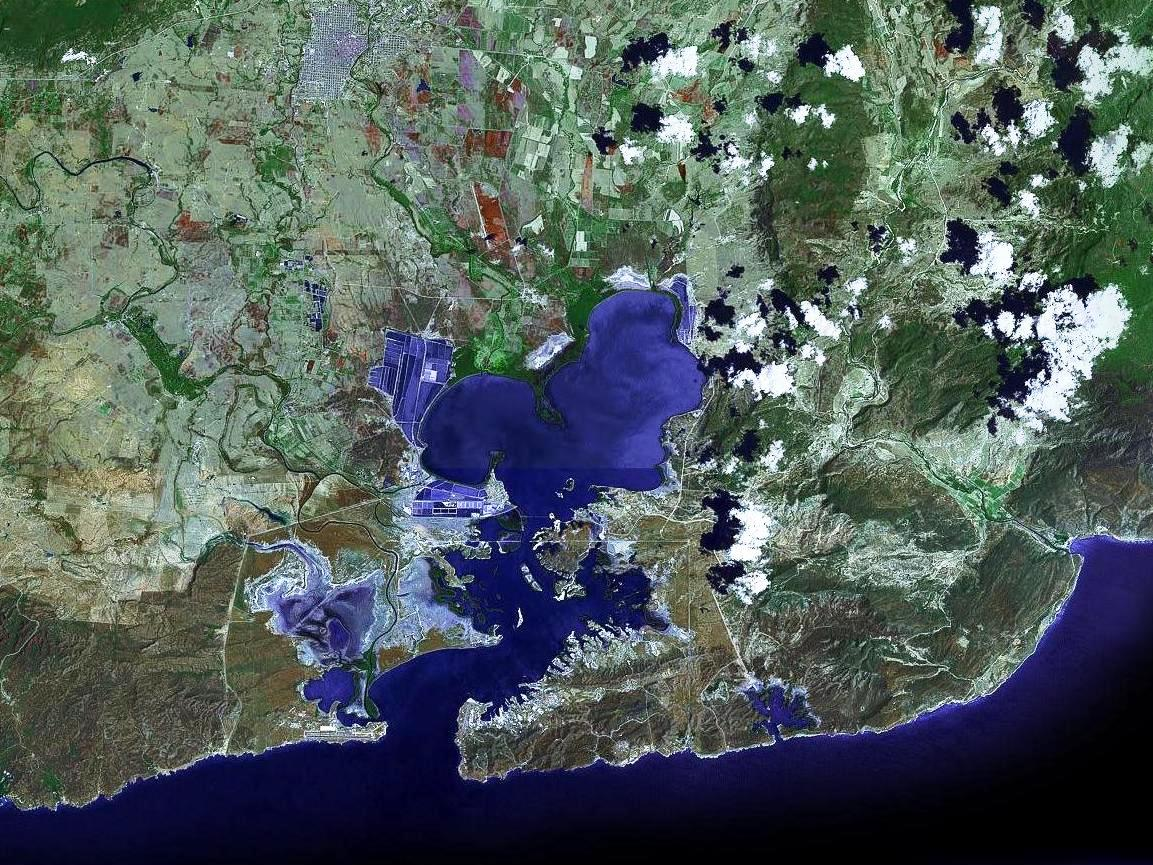
관타나모 만의 위성 사진

관타나모 만(스페인어: Bahía de Guantánamo, 문화어: 관따나모 만)는 쿠바 남동부 관타나모 주의 만이다. 쿠바 섬 남부 최대의 항구 지역이다.
관타나모 만 남부 입구에는 미군의 관타나모 만 해군 기지가 있다.

## 같이 보기
- 미국-쿠바 관계
- 관타나모만 수용소